# 佐賀県警察部
佐賀県警察部（さがけんけいさつぶ）は、戦前の内務省監督下の佐賀県が設置した府県警察部であり、佐賀県内を管轄区域とする。
1948年（昭和23年）3月6日に廃止となり、佐賀県警察部は国家地方警察佐賀県本部と佐賀市警察などの自治体警察に再編されることになった。

## 沿革
- 1883年（明治16年）5月　長崎県より佐賀県が分離。佐賀県警察本署を設置。
- 1886年（明治19年）8月　佐賀県警察本部に改称。
- 1890年（明治23年）10月　佐賀県警察部に改称。
- 1905年（明治38年）4月　佐賀県第四部に改称。
- 1907年（明治40年）7月　佐賀県警察部に改称。
- 1928年（昭和3年）7月　特別高等警察課を設置。
- 1945年（昭和20年）10月　特別高等警察が廃止。
- 1946年（昭和21年）3月　公安課（公安警察）を設置。

## 組織
1927年（昭和2年）時点
- 警務課
- 高等警察課
- 保安課
- 衛生課
- 刑事課

## 警察署
1927年（昭和2年）時点
- 佐賀警察署
- 諸富警察署
- 神埼警察署
- 鳥栖警察署
- 小城警察署
- 多久警察署
- 唐津警察署
- 相知警察署
- 呼子警察署
- 伊万里警察署
- 有田警察署
- 武雄警察署
- 六角警察署
- 鹿島警察署
- 嬉野警察署

## 歴代部長
| 代 | 官職名                 | 氏名       | 就任日         | 退任日         | 前職                             | 後職                     | 備考                 |
| -- | ---------------------- | ---------- | -------------- | -------------- | -------------------------------- | ------------------------ | -------------------- |
| 1  | 警部長 警察本署長      | 大河平隆   | 1883年5月16日  | 1886年2月23日  | 検事                             | 佐賀県少書記官           |                      |
| 2  | 警部長 警察本署長      | 宮内愛亮   | 1886年2月23日  | 1886年7月20日  | 兵庫県警部                       | -                        |                      |
| 2  | 警部長 警察本部長      | 宮内愛亮   | 1886年7月20日  | 1888年1月13日  | -                                | 兵庫県警部長             |                      |
| 3  | 警部長 警察本部長      | 田中坤六   | 1888年1月13日  | 1890年10月13日 | 山形県警部長                     | -                        |                      |
| 3  | 警部長 警察部長        | 田中坤六   | 1890年10月13日 | 1892年8月19日  | -                                | 三重県警部長             |                      |
| 4  | 警部長 警察部長        | 龍岡信熊   | 1892年8月19日  | 1893年3月18日  | 滋賀県警部長                     | 石川県書記官             |                      |
| 5  | 警部長 警察部長        | 土方和親   | 1893年3月18日  | 1893年5月9日   | 徳島県警部長                     | 非職                     |                      |
| 6  | 警部長 警察部長        | 小林南八   | 1893年5月9日   | 1894年5月18日  | 宮崎県警部長                     | 鳥取県警部長             |                      |
| 7  | 警部長 警察部長        | 師岡毅     | 1894年5月18日  | 1896年4月21日  | 大分県警部長                     | 沖縄県警部長             |                      |
| 8  | 警部長 警察部長        | 小川弘水   | 1896年4月21日  | 1897年4月14日  | 島根県警部長                     | 宮城県警部長             |                      |
| 9  | 警部長 警察部長        | 久保敏樹   | 1897年4月26日  | 1899年1月19日  | 沖縄県警部長                     | 非職                     |                      |
| 10 | 警部長 警察部長        | 永田幸太郎 | 1899年1月19日  | 1900年1月20日  | 三重県名賀郡長                   | 山梨県警部長             |                      |
| 11 | 警部長 警察部長        | 野口能毅   | 1900年1月20日  | 1901年8月20日  | 大分県警部長                     | 秋田県警部長             |                      |
| 12 | 警部長 警察部長        | 龍岡篤敬   | 1901年8月20日  | 1903年7月16日  | 奈良県警部長                     | 茨城県警部長             | 再任                 |
| 13 | 警部長 警察部長        | 隈元清世   | 1903年7月16日  | 1904年3月5日   | 福島県参事官                     | 群馬県警部長             |                      |
| 14 | 警部長 警察部長        | 松本郁朗   | 1904年3月5日   | 1905年4月19日  | 休職鉱山監督官                   | 福岡県事務官・第四部長   |                      |
| 15 | 事務官 第四部長 警務長 | 有川貞壽   | 1905年4月19日  | 1906年7月28日  | 福岡県警部長                     | 熊本県事務官・第四部長   |                      |
| 16 | 事務官 第四部長 警務長 | 橋本正治   | 1906年7月28日  | 1907年7月13日  | 熊本県事務官                     | 鹿児島県事務官・警察部長 |                      |
| 17 | 事務官 警察部長 警務長 | 長野幹     | 1907年7月13日  | 1908年3月30日  | 富山県事務官・第四部長           | 内務書記官兼内務省参事官 |                      |
| 18 | 事務官 警察部長 警務長 | 大芝惣吉   | 1908年3月30日  | 1909年5月4日   | 検事                             | 富山県事務官             |                      |
| 19 | 事務官 警察部長 警務長 | 窪谷逸次郎 | 1909年5月4日   | 1911年4月18日  | 統監府書記官                     | 熊本県事務官・警察部長   |                      |
| 20 | 事務官 警察部長 警務長 | 和田潤     | 1911年4月18日  | 1913年6月13日  | 島根県事務官・警察部長           | 大分県内務部長           |                      |
| 21 | 警察部長               | 大島直道   | 1913年6月13日  | 1914年6月9日   | 福岡県事務官                     | 広島県警察部長           |                      |
| 22 | 警察部長               | 二木千年   | 1914年6月9日   | 1917年1月29日  | 大阪府警視                       | 滋賀県警察部長           |                      |
| 23 | 警察部長               | 熊谷巌     | 1917年1月29日  | 1918年6月29日  | 東京府理事官                     | 警察講習所教授           |                      |
| 24 | 警察部長               | 大島破竹郎 | 1918年7月1日   | 1919年9月27日  | 休職熊本県警察部長               | 鳥取県内務部長           |                      |
| 25 | 警察部長               | 笹井幸一郎 | 1919年9月27日  | 1921年5月2日   | 和歌山県理事官                   | 警視庁保安部長           |                      |
| 26 | 警察部長               | 平田紀一   | 1921年5月2日   | 1922年4月17日  | 大阪府理事官                     | 新潟県警察部長           |                      |
| 27 | 警察部長               | 玉置省吾   | 1922年4月17日  | 1924年6月27日  | 愛知県理事官                     | 長崎県警察部長           |                      |
| 28 | 警察部長               | 土居通次   | 1924年6月27日  | 1924年12月20日 | 熊本県警察部長                   | -                        |                      |
| 28 | 書記官 警察部長        | 土居通次   | 1924年12月20日 | 1925年8月18日  | -                                | 島根県書記官・内務部長   |                      |
| 29 | 書記官 警察部長        | 内海忠司   | 1925年8月18日  | 1926年12月18日 | 群馬県書記官・警察部長           | 愛媛県書記官・内務部長   |                      |
| 30 | 書記官 警察部長        | 大竹十郎   | 1926年12月18日 | 1927年5月17日  | 神奈川県書記官・視学官           | 宮崎県書記官・警察部長   |                      |
| 31 | 書記官 警察部長        | 大木俊輔   | 1927年5月17日  | 1927年12月1日  | 山口県書記官・警察部長           | 奈良県書記官・学務部長   |                      |
| 32 | 書記官 警察部長        | 田中修     | 1927年12月1日  | 1929年7月8日   | 奈良県書記官                     | 鳥取県書記官・警察部長   |                      |
| 33 | 書記官 警察部長        | 関壮二     | 1929年7月8日   | 1930年8月28日  | 沖縄県書記官・警察部長           | 滋賀県書記官・警察部長   |                      |
| 34 | 書記官 警察部長        | 連修       | 1930年8月28日  | 1931年12月24日 | 警察講習所教授兼内務事務官       | 和歌山県書記官・学務部長 |                      |
| 35 | 書記官 警察部長        | 郡山義夫   | 1931年12月24日 | 1932年6月30日  | 広島県地方事務官                 | 鹿児島県書記官・警察部長 |                      |
| 36 | 書記官 警察部長        | 宮村才一郎 | 1932年6月30日  | 1934年11月1日  | 福岡県地方事務官                 | 鳥取県書記官・内務部長   |                      |
| 37 | 書記官 警察部長        | 後藤耕造   | 1934年11月1日  | 1936年4月25日  | 北海道庁部長・学務部長           | 徳島県書記官・総務部長   |                      |
| 38 | 書記官 警察部長        | 今井久     | 1936年4月25日  | 1938年1月11日  | 警視庁警視                       | 内務事務官               | 1937年8月17日応召    |
| 39 | 書記官 警察部長        | 島田叡     | 1938年1月11日  | 1939年10月11日 | 大阪府地方事務官                 | 上海駐在領事             |                      |
| 40 | 書記官 警察部長        | 吉江勝保   | 1939年10月11日 | 1941年4月18日  | 愛知県地方事務官                 | 厚生書記官・施設課長     |                      |
| 41 | 書記官 警察部長        | 毛利基     | 1941年4月18日  | 1942年11月1日  | 内務省警保局理事官               | 岐阜県部長・警察部長     |                      |
| 42 | 部長 警察部長          | 松野貞夫   | 1942年11月1日  | 1945年2月24日  | 鹿児島県書記官                   | 茨城県部長・警察部長     |                      |
| 43 | 部長 警察部長          | 大熊貞邦   | 1945年2月24日  | 1945年8月12日  | 京都府地方警視・特別高等警察課長 | 戦爆死                   |                      |
| 44 | 部長 警察部長          | 福田冽     | 1945年8月24日  | 1945年10月13日 | 内務省大臣官房会計課             | 休職                     |                      |
| 45 | 部長 警察部長          | 大浜芳雄   | 1945年10月13日 | 1945年10月27日 | -                                | -                        | 兼任 本務:佐賀県部長 |
| 46 | 部長 警察部長          | 忽那寛     | 1945年10月27日 | 1946年4月1日   | 警視庁警視                       | -                        |                      |
| 46 | 地方事務官 警察部長    | 忽那寛     | 1946年4月1日   | 1946年11月1日  | -                                | 物価庁利用課長           |                      |
| 47 | 地方事務官 警察部長    | 長岡篤     | 1946年11月1日  | 1947年5月2日   | 神奈川県地方事務官               | 石川県警察部長           |                      |
| 48 | 地方事務官 警察部長    | 松本省吾   | 1947年5月2日   | 1948年3月6日   | 鳥取県教育民政部長               | 佐賀県警察長             |                      |

## 旧佐賀県警察部庁舎

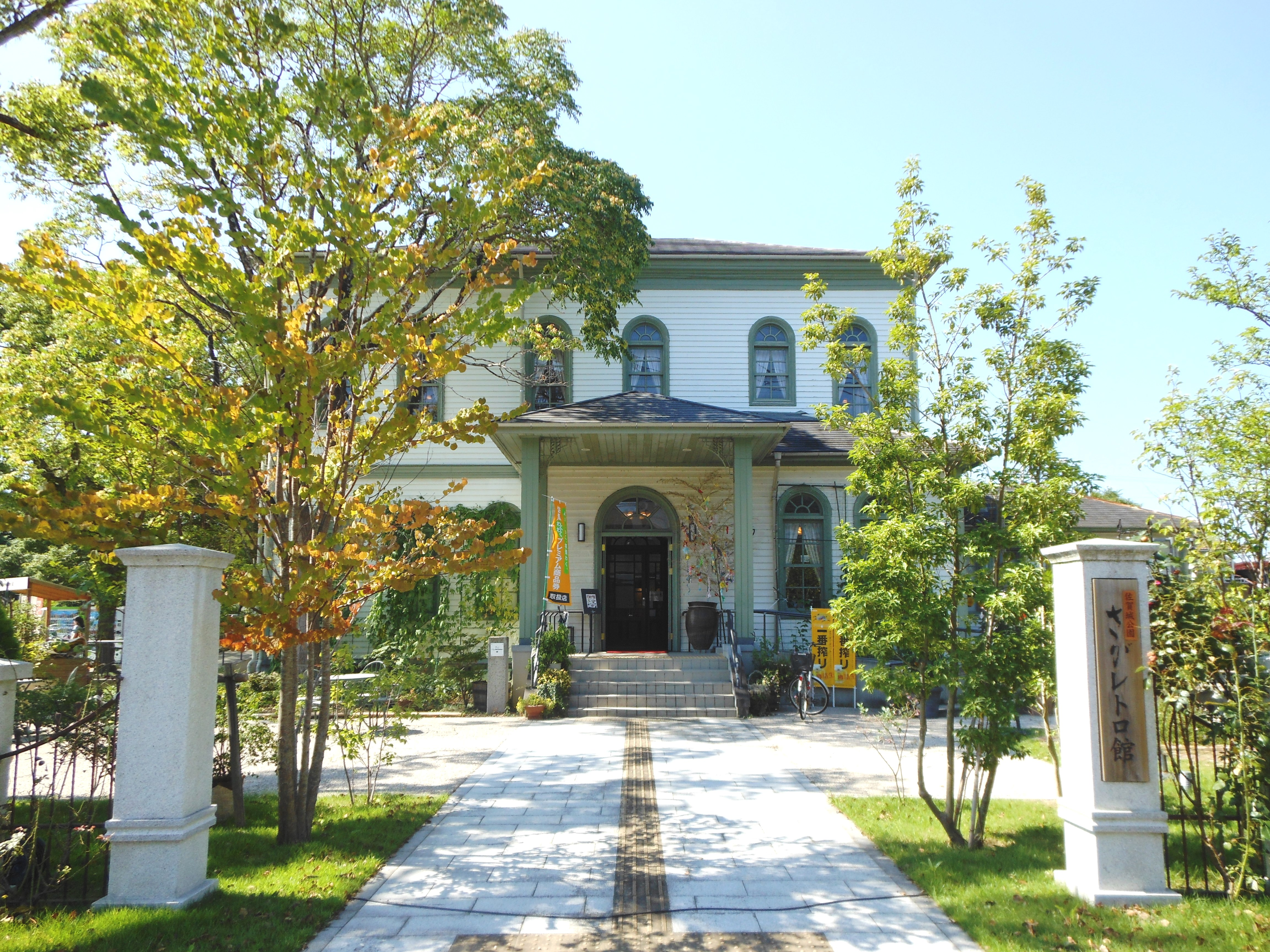
さがレトロ館（旧佐賀県警察部庁舎）

佐賀県警察部の旧庁舎はアーチ型の窓を有する明治期の洋風建物で、移築の上現在も利用されている。佐賀市城内2丁目の城内通り沿いにある、地元産品を用いたレストラン・物産館「さがレトロ館」である。警察部の庁舎としては、現在の佐賀県庁付近に1887年（明治20年）建てられ、1936年（昭和11年）の庁舎改築の際に移築された。その後は佐賀県蚕糸取締所、佐賀地方経済調査庁、佐賀県視聴覚ライブラリー等、県や国の機関の建物として次々と使用されてきた。2009年（平成21年）に修復され「さがレトロ館」となった。